# BBC London 94.9
BBC London 94,9 – brytyjska stacja radiowa należąca do BBC i pełniąca w sieci tego nadawcy rolę stacji lokalnej dla Wielkiego Londynu. Stacja została uruchomiona 6 października 1970 roku, choć później kilkakrotnie zmieniała nazwę i formułę. Obecnie jest dostępna w cyfrowym i analogowym przekazie naziemnym, w przekazie satelitarnym, w niektórych sieciach kablowych oraz w Internecie. 
BBC London 94,9 jest jedną z bardzo nielicznych regionalnych i lokalnych stacji radiowych BBC, które w całości produkują swój program samodzielnie i nie posiłkują się retransmisjami audycji swoich siostrzanych stacji z innych regionów. Program może być też rozszczepiany na nadajniki analogowe i cyfrowe celem emisji różnych audycji, na przykład transmisji z różnych meczów Premier League.